# 施婕
施婕（德語：Jie Schöpp，1968年1月25日—），生于中国河北省保定市，德国女子乒乓球运动员。

## 生涯
施婕曾是河北省队成员，但因队内竞争过于激烈而选择出国发展，1993年开始代表德国出战国际大赛。1993年哥德堡世乒赛，施婕在女单比赛中爆冷淘汰中国的乔红。1994年世界杯团体赛，施婕在比赛中击败中国女队的邬娜，帮助德国女队淘汰中国队，取得该届比赛的亚军。
施婕曾参加三届奥运会，2006年退役。2012年，施婕任职德国乒乓球女队主教练。